# Ernst Kraft (Politiker, 1880)
Ernst Franz Kraft (* 25. Oktober 1880 in Danzig; † 26. April 1963 in Dohna) war ein deutscher Gewerkschafter und Politiker der SPD.

## Leben und Beruf
Kraft besuchte die Volksschule in Danzig, anschließend absolvierte er ab 1897 die Lehre zum Schriftsetzer, in dem er auch tätig war. Seit 1921 war er Gewerkschaftssekretär beim Buchdruckerverband in Mannheim. Aus dieser Tätigkeit wurde er 1933 durch die Gleichschaltung der Gewerkschaften entbunden, am 13. März des Jahres geriet er zudem in sogenannte "Schutzhaft", welche er mit anderen Mannheimer SPD-Mitgliedern im Bezirksgefängnis Mannheim verbrachte. Im September 1943 siedelte er nach Dohna über, wo er als Buchhändler tätig war und 1963 verstarb.
Seit 1940 war Kraft mit Johanna Marie, geborene Noack, verheiratet. Er hatte keine Kinder.

## Politik
Kraft war Mitglied der SPD, 1928 wurde er zum Vorsitzenden des Ortsvereins Mannheim gewählt. Seit 1919 war er dort Stadtverordneter und Bezirksrat. 1929 wurde er im Wahlkreis Stadt Mannheim in den Badischen Landtag gewählt, diesem gehörte er bis 1933 an.